# Bass Brothers Enterprises
Ne doit pas être confondu avec Bass Brothers.
Bass Brothers Enterprises était une société américaine active principalement dans le pétrole et le gaz.

## Histoire
L'entreprise a été fondée par Sid W. Richardson (en) (1891-1959), un éleveur et un chasseur de pétrole qui se lance dans l'élevage au Texas dans les années 1930. Dans les années 1940-1950, Richardson s'associe son neveu Perry Richardson Bass (en) (1914-2006) dans l'exploration pétrolière, découvrant plusieurs champs pétroliers.
En 1959, Richardson décède et laisse sa fortune à Perry Bass qui regroupe les différents actifs sous le nom Bass Brothers Enterprises. En 1969, Perry Bass prend sa retraite et se consacre à sa passion, la navigation laissant l'entreprise à son fils aîné âgé de 27 ans, Sid Bass. Sid s'associe avec ses trois frères Lee Bass (en), Ed Bass (en) et Robert Bass.
Sid Bass et ses frères développent l'entreprise qui devient un conglomérat de 4 milliards d'USD dans les années 1980 même si elle reste majoritairement orientée vers le pétrole et le gaz. Elle s'est diversifiée dans les biens immobiliers, les produits pétroliers et même l'arbitrage.
En 1981, la société est sur le devant de la scène à la suite d'une participation dans la société Marathon Oil Company qui est acheté par U.S. Steel en 1982, permettant à Bass de récolter plus de 100 millions d'USD. D'autres transactions suivent et Bass acquiert une réputation d'investisseur agressif cherchant les titres sous-évalués pour les revendre avec profit. Mais le groupe possède aussi des investissements à long terme comme Church's Chicken, 27 % de Prime Computer, la plupart initiée avant que la SEC oblige à les investisseurs à remplir un formulaire Schedule 13D (en) au delà de 5 % (en 1979). L'entreprise n'ayant pas modifié ses participations depuis, elle n'a pas été tenue de remplir le formulaire. 
À l'automne 1983, Richard "Chuck" Cobb propose à son ami Richard Rainwater, gérant les actifs non pétroliers de Bass Brothers, d'investir dans Arvida Corporation, une société immobilière de Floride. Rainwater mets 14 millions d'USD sur la table et la direction 6 millions d'USD. L'entreprise Bass Brothers de Sid Bass achète Arvida à la Penn Central alors en faillite grâce à un effet de levier en déboursant seulement 20 millions d'USD. Le levier permet de lever 183,6 millions d'USD et d'acquérir la société alors valorisée à 203,7 millions d'USD. La Bass Brothers possède alors 70 % d'Arvida.
Le siège de l'entreprise en 1984 est situé dans le City Center Towers Complex (en). En mai 1984, Sid Bass propose à Disney d'acheter Arvida pour 300 millions d'USD. Walt Disney Productions annonce le 17 mai 1984 son intention d'acheter Arvida,. L'achat est finalisé le 6 juin 1984 pour 200 millions de $, soit 3,3 millions d'actions,,. L'achat par Disney fut motivé par la volonté de diluer l'action de Disney afin de contrer une tentative d'OPA de la part de Saul Steinberg, le rachat ayant conduit à une prise de participation de Bass Brothers à hauteur de 5,9 % dans Disney.
En 1984, l'entreprise est au centre de la guerre financière pour Disney grâce à l'achat d'Arvida, achetée par Disney et devient l'actionnaire majoritaire de Disney.
En 1985, la société Bass Brothers est dissoute et les actifs répartis entre les quatre frères Bass. Richard Rainwater se met à son compte et Al Checchi quitte Fort Worth pour mener une carrière politique. Sid Bass investit désormais dans la culture et la société, passant plus de temps à New York. À l'automne 1986, la participation de 14 millions d'USD réalisée par les Bass Brothers pour l'achat d'Arvida Corporation est désormais valorisée à plus de 950 millions d'USD. Le 29 janvier 1987, Disney revend la société Arvida à la société JMB Realty Corporation, une entreprise immobilière de Chicago pour 404 millions de $,.